# 伊尼森冰川
64°4′S 58°22′W / 64.067°S 58.367°W
伊尼森冰川是南極洲的冰川，位於詹姆斯羅斯島，最終注入琴酒灣，以英國研究隊的地質學家命名，現時由南極條約體系管理。